# Liste der Kulturdenkmäler in Hagenbach
In der Liste der Kulturdenkmäler in Hagenbach sind alle Kulturdenkmäler der rheinland-pfälzischen Stadt Hagenbach aufgeführt. Grundlage ist die Denkmalliste des Landes Rheinland-Pfalz (Stand: 26. Juni 2023).

## Einzeldenkmäler
| Bezeichnung                         | Lage                                          | Baujahr                            | Beschreibung | Bild                           |
| ----------------------------------- | --------------------------------------------- | ---------------------------------- | --- | ------------------------------ |
| Kruzifix                            | Bahnhofstraße, vor Nr. 36 Lage                | 1785                               | Kruzifix, Rotsandstein, bezeichnet 1785, 1841 und 1895                                                            | Fotos hochladen                |
| Friedhofskreuz                      | Friedhofstraße, auf dem Friedhof Lage         | 1835                               | Friedhofskreuz; Kreuzigungsgruppe, Rotsandstein, bezeichnet 1835, Bildhauer Bernhard Würschmitt                   | Fotos hochladen                |
| Wachthaus                           | Ludwigstraße 2 Lage                           | Anfang des 19. Jahrhunderts        | ehemaliges Wachthaus; eingeschossiger Massivbau mit Portikus, Anfang des 19. Jahrhunderts                         | Fotos hochladen                |
| Wohnhaus                            | Ludwigstraße 3 Lage                           | 18. Jahrhundert                    | stattliches Fachwerkhaus, teilweise massiv, Walmdach, 18. Jahrhundert, Ladenein- und -vorbau                      | Fotos hochladen                |
| Wohnhaus                            | Ludwigstraße 4 Lage                           | Anfang des 18. Jahrhunderts        | Fachwerkhaus mit Schmuckfachwerk, Anfang des 18. Jahrhunderts; giebelseitiger Vorbau noch aus dem 18. Jahrhundert | BW                             |
| Mauerrest der Stadtbefestigung      | Ludwigstraße, bei Nr. 5/7 Lage                |                                    | Mauerrest der ehemaligen Stadtbefestigung (?) in einer Scheunenrückwand                                           | Fotos hochladen                |
| Wohnhaus                            | Ludwigstraße 7 Lage                           | 18. Jahrhundert                    | stattlicher barocker Massivbau, 18. Jahrhundert; bauzeitliche Ausstattung                                         | Fotos hochladen                |
| Katholische Pfarrkirche St. Michael | Ludwigstraße 9 Lage                           | 1752–59                            | großer Saalbau, 1752–59, kurpfälzischer Hofbaumeister Sigismund Zeller                                            | weitere Bilder Fotos hochladen |
| Rathaus                             | Ludwigstraße 18 Lage                          | Mitte des 19. Jahrhunderts         | Massivbau, Staffelgiebel, wohl aus der Mitte des 19. Jahrhunderts                                                 | Fotos hochladen                |
| Wohnhaus                            | Maximilianstraße 2 Lage                       | 1712                               | Fachwerkhaus, teilweise massiv, bezeichnet 1712                                                                   | Fotos hochladen                |
| Wohnhaus                            | Maximilianstraße 3 Lage                       | um 1700                            | Fachwerkhaus, teilweise massiv oder verkleidet, um 1700 (?)                                                       | BW                             |
| Wohnhaus                            | Maximilianstraße 12 Lage                      | 1737                               | langgestreckter Fachwerkbau, teilweise massiv, bezeichnet 1737                                                    | Fotos hochladen                |
| Wohnhaus                            | Maximilianstraße 25 Lage                      | 1731                               | Fachwerkhaus, teilweise massiv, bezeichnet 1731                                                                   | Fotos hochladen                |
| Gasthaus Zur Sonne                  | Ottostraße 16/17 Lage                         | 1704                               | Wohnhaus und Gasthaus Zur Sonne; Fachwerkbau, teilweise massiv, bezeichnet 1704                                   | Fotos hochladen                |
| Wohnhaus                            | Theresienstraße 2 Lage                        | zweite Hälfte des 18. Jahrhunderts | Fachwerkbau, teilweise massiv, zweite Hälfte des 18. Jahrhunderts                                                 | Fotos hochladen                |
| Wohnhaus                            | Theresienstraße 6 Lage                        | 17. oder 18. Jahrhundert           | Fachwerkhaus, verkleidet, wohl aus dem 17. oder 18. Jahrhundert                                                   | Fotos hochladen                |
| Wohnhaus                            | Theresienstraße 9 Lage                        | Anfang des 18. Jahrhunderts        | Fachwerkbau, Anfang des 18. Jahrhunderts                                                                          | Fotos hochladen                |
| Wohnhaus                            | Theresienstraße 21 Lage                       | 1730                               | Fachwerkhaus, teilweise massiv, bezeichnet 1730                                                                   | Fotos hochladen                |
| Wohnhaus                            | Theresienstraße 24 Lage                       | 1749                               | Fachwerkhaus, Walmdach, bezeichnet 1749                                                                           | Fotos hochladen                |
| Wohnhaus                            | Theresienstraße 32 Lage                       | Ende des 18. Jahrhunderts          | stattlicher Fachwerkbau, wohl vom Ende des 18. Jahrhunderts                                                       | Fotos hochladen                |
| Wegekreuz                           | westlich des Ortes; Flur Heiligen Aecker Lage | 1895                               | Wegekreuz; Kruzifix, Metallkorpus, bezeichnet 1895                                                                | BW                             |

## Ehemalige Kulturdenkmäler
| Bezeichnung | Lage                   | Baujahr         | Beschreibung                                                                               | Bild            |
| ----------- | ---------------------- | --------------- | ------------------------------------------------------------------------------------------ | --------------- |
| Wohnhaus    | Theresienstraße 3 Lage | 17. Jahrhundert | Fachwerkhaus, wohl noch aus dem 17. Jahrhundert; aus Denkmalliste gelöscht und abgebrochen | Fotos hochladen |